# 上海国际半程马拉松赛
上海国际半程马拉松赛簡稱上海半程马拉松、上海半程马拉松赛或上海半马，是2015年起每年在中國上海舉辦的半程馬拉松賽事，全程21.0975公里。2024年起，上海半程马拉松成為世界田联金标赛事。